# Краб Луї
Салат «Краб Луї», також відомий як салат «Краб Луї» або «Король салатів» — різновид салату з крабового м'яса. Рецепт датується початком 1900-х років і походить із західного узбережжя Сполучених Штатів.

## Історія
Точне походження страви невідоме, але відомо, що крабовий луї подавали в Сан-Франциско, в ресторані Solari, ще в 1914 році. Рецепт Крабового Луї зберігся в «Богемному Сан-Франциско» Кларенса Е. Едвордса (Clarence E. Edwards), а схожий салат «Крабове м'ясо а-ля Луїза» — у кулінарній книзі Віктора Гірцлера (Victor Hirtzler), шеф-кухаря міського готелю Сент-Френсіс, виданій у 1910 році. Інший ранній рецепт можна знайти в «Кулінарній книзі сусідів» (The Neighborhood Cook Book), укладеній Портлендською радою єврейських жінок у 1912 році. У 1908 році меню ресторану Bergez-Frank's Old Poodle Dog у Сан-Франциско з'явилася страва «Крабові ніжки а-ля Луї (особливи)», названа на честь шеф-кухаря Луї Кутара, який помер у травні 1908 року.
За деякими даними, його створив підприємець Луїс Девенпорт, засновник готелю Davenport Hotel у Спокані, штат Вашингтон. Девенпорт провів свої перші роки в Сан-Франциско, а потім переїхав до Спокан-Фолс. Він використовував крабів, привезених із Сіетла, для приготування страв у своєму готелі. Його рецепт датується 1914 роком і його можна знайти в історичних меню готелів. Популярність страви «Краб Луї» зменшилася з часів її розквіту на початку та в середині 1900-х років, але його все ще можна знайти в меню деяких готелів і ресторанів на Західному узбережжі, в тому числі в готелі «Палас» у Сан-Франциско та готелі «Девенпорт».

## Інгредієнти
Основним інгредієнтом Краба Луї, як випливає з назви, є крабове м'ясо. Переважним є краб Дангенесс, але його можна замінити іншим крабовим м'ясом, у тому числі дешевшою імітацією крабового м'яса. Хоча існують варіанти рецепта, основним інгредієнтом є вершковий соус, наприклад, соус Луї, соус Тисяча островів або соус Зеленої богині. Залежно від рецепта, цей соус подається або окремо, або змішується з іншими інгредієнтами.
Типовий салат «Краб Луї» складається з:
- М'ясо краба
- Зварені круто яйця
- помідор
- Спаржа
- грядка салату Айсберг
- соус Луї, на основі майонезу та соусу чилі

У деяких рецептах також вказані інші інгредієнти, такі як оливки та зелена цибуля.
Варіант під назвою «Лобстер Луї» готується так само, але замість крабового м'яса замінюється лобстером.